# ボホール州
ボホール州（ボホールしゅう、Province of Bohol）は、フィリピン中部の中部ビサヤ地方（Central Visayas, Region VII）に属している州であり、ボホール島をその範囲とする。西にボホール海峡を挟んでセブ州、南東にシキホル州、東に東ビサヤ地方のレイテ州、南レイテ州、南はミンダナオ海（ボホール海）を臨む。面積は4,117.3km2、人口は1,313,560人（2015年）、州都はタグビララン（Tagbilaran）である。

## 生態系
ターシャと呼ばれる世界最小猿が生息する。絶滅危惧種に指定され保護されている。

## 観光
- プレミアム・リゾート・アイランド　フィリピン （日本語） フィリピン政府観光省